# Rata cangur
Les rates cangur (Dipodomys) són petits rosegadors natius de Nord-amèrica. El nom deriva de la seva forma bípeda: salten com petits cangurs. No obstant això, les rates cangur i els cangurs es relacionen només en què ambdós són mamífers.
Vint-i-dues espècies són actualment reconegudes. La seva grandària varia de 100 a 200 mm, amb una cua de grandària igual o lleugerament més gran; el pes pot ser entre 35 i 180 grams. La característica més distintiva de les rates cangur és les seves molt llargues potes del darrere.
Igual que els jerbus dels deserts d'Àfrica i Àsia i el ratolí furiós del desert australià, les rates cangur han desenvolupat potes del darrere altes, viuen en profunds caus que les refugien del pitjor de la calor desèrtic, i rarament beuen aigua. En canvi, tenen un metabolisme d'aigua altament eficient (els seus ronyons són almenys quatre vegades més eficients en la retenció d'aigua i l'excreció de sal que els dels humans) i manufacturen l'aigua mitjançant un procés metabòlic anomenat fosforilació oxidativa. Malgrat compartir tantes característiques amb els jerbus i amb el ratolí furiós, els tres grups no es relacionen molt properament: les similituds són el resultat d'una evolució convergent.
Les rates cangur es troben en àrees àrides i semiàrides dels Estats Units i Mèxic que mantenen una mica de pastura o una altra vegetació. La seva dieta inclou llavors, fulles, tiges, capolls, alguna fruita i insectes. La majoria de les espècies de rata cangur usa els seus caus i enterraments propers com a reserves de menjar contra la possibilitat de males temporades.

## Taxonomia
- D. agilis
- D. californicus
- D. compactus
- D. deserti
- D. elator
- D. gravipes
- D. heermanni
- D. ingens
- D. insularis
- D. margaritae
- D. merriami
- D. microps
- D. nelsoni
- D. nitratoides
- D. ordii
- D. panamintinus
- D. phillipsii
- D. spectabilis
- D. stephensi
- D. venustus